# Macrostylis hirsuticaudis
Macrostylis hirsuticaudis là một loài chân đều trong họ Macrostylidae. Loài này được Menzies miêu tả khoa học năm 1962.